# Yves Jacques
Yves Jacques (Québec, 10 maggio 1956) è un attore canadese.

## Biografia
Apertamente gay, ha iniziato la sua carriera nel 1980 ed è principalmente noto per aver recitato nei film Il declino dell'impero americano (1986) e Le invasioni barbariche (2003) diretto da Denys Arcand, e nel 2014 nel film Grace di Monaco, al fianco di Nicole Kidman e di Tim Roth.

## Filmografia parziale
- Il declino dell'impero americano (Le déclin de l'empire américain), regia di Denys Arcand (1986)
- Betty Fisher e altre storie (Betty Fisher et autres histoires), regia di Claude Miller (2001)
- La Petite Lili, regia di Claude Miller (2003)
- Le invasioni barbariche (Les Invasions barbares), regia di Denys Arcand (2003)
- The Aviator, regia di Martin Scorsese (2004)
- Un secret, regia di Claude Miller (2006)
- Per sfortuna che ci sei (La Chance de ma vie), regia di Nicolas Cuche (2010)
- Voyez comme ils dansent, regia di Claude Miller (2011)
- Laurence Anyways e il desiderio di una donna... (Laurence Anyways), regia di Xavier Dolan (2012)
- Thérèse Desqueyroux, regia di Claude Miller (2012)
- Asterix & Obelix al servizio di Sua Maestà (Astérix et Obélix: Au service de Sa Majesté), regia di Laurent Tirard (2012)
- Tutto sua madre (Les Garçons et Guillaume, à table!), regia di Guillaume Gallienne (2013)
- Grace di Monaco (Grace of Monaco), regia di Olivier Dahan (2014)
- Belles Familles, regia di Jean-Paul Rappeneau (2015)
- Le talent de mes amis, regia di Alex Lutz (2015)
- Pays, regia di Chloé Robichaud (2016)
- Loue-moi !, regia di Coline Assous e Virginie Schwartz (2017)
- De père en flic 2, regia di Émile Gaudreault (2017)
- Parlami di te (Un homme pressé), regia di Hervé Mimran (2018)
- Les Fleurs oubliées, regia di André Forcier (2019)
- Villa Caprice, regia di Bernard Stora (2020)
- Les 12 travaux d'Imelda, regia di Martin Villeneuve (2022)
- Aline - La voce dell'amore (Aline), regia di Valérie Lemercier (2022)
- L'erede (Le Successeur), regia di Xavier Legrand (2023)

### Televisione
- 2002: Napoléon :luciano

- La mitomane (Mytho) - serie TV, Netflix (2019)

## Doppiatori italiani
Nelle versioni in italiano delle opere in cui ha recitato, Yves Jacques è stato doppiato da:
- Marco Mete in Napoléon, Grace di Monaco, La mitomane
- Sergio Di Stefano in Il declino dell'impero americano
- Saverio Moriones in Le invasioni barbariche
- Saverio Indrio in Per sfortuna che ci sei
- Francesco Vairano in Tutto sua madre